# Globivenus rugatina
Globivenus rugatina är en musselart som först beskrevs av Angelo Heilprin 1886.  Globivenus rugatina ingår i släktet Globivenus och familjen venusmusslor. Inga underarter finns listade i Catalogue of Life.